# Mao Zedong
Acesta este un nume chinezesc; numele de familie este Mao.
Mao Zedong (sau Mao Zedong 毛泽东 sau Mao Tzedong, Mao Tzedun; n. 26 decembrie 1893, Shaoshan⁠(d), Hunan, Republica Populară Chineză – d. 9 septembrie 1976, Xichang'anjie Subdistrict⁠(d), Beijing, Republica Populară Chineză) a fost un lider comunist chinez, teoretician marxist, soldat.
În urma războiului civil, în 1949 Partidul Comunist Chinez, sub conducerea lui Mao Zedong, a preluat puterea în China, proclamând Republica Populară Chineză.
Fiu de țărani, Mao Zedong a fost de profesie învățător. A condus forțele comuniste în lupta dusă împotriva forțelor naționaliste (1927-1949), străbătând întreaga Chină pentru a-și recruta armata și a scăpa de încercuirea armatei Kuomintang (este ceea ce ideologia oficială a numit Marșul cel Lung). Din 1935, a fost lider al Partidului Comunist Chinez și, în această calitate, după 1949 - șeful de facto al statului. Campaniile inițiate de el precum Marele salt înainte ca și Revoluția Culturală au avut consecințe catastrofale, estimându-se că au provocat moartea a 40-70 milioane de oameni. În consolidarea regimului comunist în China, Mao s-a bazat pe țărănime și pe cultul personalității.
Contribuțiile sale aduse teoriei marxist-leniniste, strategiile sale militare și politicile sale comuniste sunt cunoscute colectiv sub numele de maoism.
Mao rămâne o figură controversată până în ziua de azi. Este privit în China ca un mare revoluționar, un strateg politic, un mare conducător de armată și salvator al națiunii. Chinezii îl mai văd pe Mao ca pe un om care, prin politica sa, a ajutat economia Chinei și a ajutat la formarea Chinei moderne. În plus, Mao este privit și ca un poet, filozof și vizionar, din cauza cultului personalității folosit în timpul conducerii sale. Realizările sale mai includ și promovarea femeii în societate, îmbunătățirea școlarizării populației, dublând numărul elevilor, asigurarea cu locuințe, abolirea șomajului și inflației, îmbunătățirea accesului la servicii sanitare, creșterea semnificativă a populației și a speranței de viață.
Totuși, acțiunile politice ale lui Mao, din 1949 și până în 1976, sunt vinovate pentru moartea a între 50 și 70 de milioane de chinezi. De când Deng Xiaoping a preluat puterea în 1978, multe politici maoiste au fost abandonate în favoarea reformelor economice.
Deși a promovat valoarea femeii în societate, documente publicate de Departamentul de Stat al Statelor Unite în 2008, arată că în 1973 Mao a declarat, într-o conversație cu Henry Kissinger, consilierul pe probleme de securitate națională al președintelui Richard Nixon, că „China este o țară foarte săracă. Nu avem multe. Ceea ce avem în exces sunt femeile”, după care a propus să ofere Statelor Unite 10 milioane de chinezoaice, spunând că astfel se va micșora povara Chinei și va impulsiona creșterea demografiei SUA creând un „dezastru”. Mao și Kissinger au convenit ulterior ca aceste discuții despre femei să fie șterse din înregistrările făcute publice.

## Tinerețea

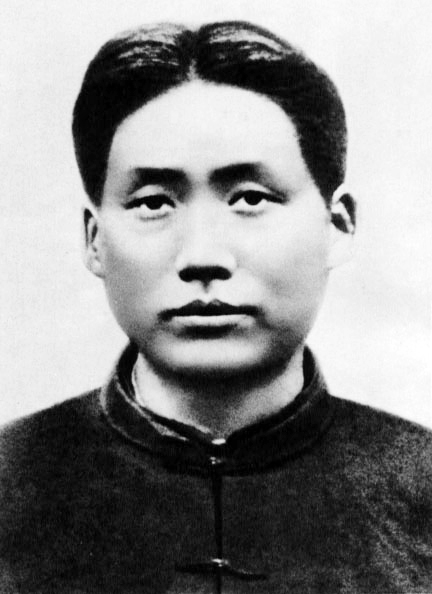
Mao în 1927

În timpul revoluției din 1911, Mao și-a întrerupt studiile pentru a servi drept soldat în regimentul local din Hunan, fiind de partea revoluționarilor. După sfârșitul revoluției și căderea Dinastiei Qing, acesta și-a reînceput studiile.
După ce a absolvit Școala Provincială Normală Nr. 1 din Hunan în 1918, Mao a călătorit alături de Yang Changji, profesorul său din liceu și viitor socru, până la Beijing pentru a lua parte la Mișcarea de la 4 mai din 1919.
La 23 iulie 1921, Mao participă la Congresul Național al Partidului Comunist Chinez din Shanghai. Doi ani mai târziu, este ales comisar al Comitetului Central al partidului.

## Idei Politice
Mao Zedong a avut un interes puternic în sistemul politic, încurajat de tatăl său. Două dintre cele mai faimoase eseuri ale sale, ambele din 1937, "Despre Contradicție" și "Despre practică", se referă la strategii practice ale mișcării revoluționare și accentuează importanța cunoștințelor practice, de bază, obținute prin experiență.
Ambele eseuri reflectă rădăcinile maoiste ale mișcării de gherilă din necesitatea de a construi bază în mediul rural împotriva forțelor de ocupație japoneză și subliniază necesitatea de a câștiga inimile și mințile prin „educație”. Eseurile, reproduse ulterior ca parte a „Citate ale președintelui Mao Zedong”, avertizează împotriva comportamentului unui om legat la ochi, care încearcă să prindă vrăbii, și „trimisul imperial” care coboară din trăsura sa ca să „declame opinii”.
După ce a absolvit de la Școala Normală din Hunan, cel mai înalt nivel de școlarizare disponibil în provincia sa, Mao Zedong a petrecut șase luni studiind în mod independent. Mao a aflat prima dată de comunism în timp ce lucra la Universitatea din Peking, și în 1921 el a participat la reuniunea Partidului Comunist din China (sau PCC). El a întâlnit pentru prima oară marxismul în timp ce a lucrat ca asistent de bibliotecă la Universitatea din Peking.
Alte influențe importante asupra lui Mao Zedong au fost Revoluția rusă și, potrivit unor cercetători, operele literare chineze: Haiducii din Mlaștină și Romantismul a Trei Regate. Mao Zedong a încercat să submineze alianța imperialismului și feudalismului în China. El credea că Kuomintang este vulnerabil atât economic cât și politic și, astfel, revoluția nu poate fi condusă de naționaliști.
În anii 1920, Mao Zedong a condus mai multe greve de muncă bazate pe studiile sale de propagare și organizarea circulației forței de muncă contemporane. Cu toate acestea, aceste greve au fost înfrânte cu succes de către guvern, și Mao a fugit de la Changsha, Hunan după ce a fost etichetat ca activist radical. El a meditat la aceste eșecuri și în cele din urmă și-a dat seama că muncitorii din industrie nu pot să conducă revoluția, deoarece sunt doar o mică parte a populației din China, și luptele neînarmate ale forței de muncă nu ar putea rezolva problemele legate de suprimarea imperială și feudală.
Mao Zedong a început să depindă de țărani chinezi, care mai târziu au devenit susținători de nădejde ai teoriei sale de revoluție violentă. Această dependență de mediul rural, mai degrabă decât proletariatul urban de a demara revoluție violentă îl distinge pe Mao de predecesorii săi și contemporanii. Mao Zedong a provenit el însuși dintr-o familie de țărani, și astfel, el și-a cultivat reputația printre fermieri și țărani convertindu-i pe aceștia la marxism.

## Războiul

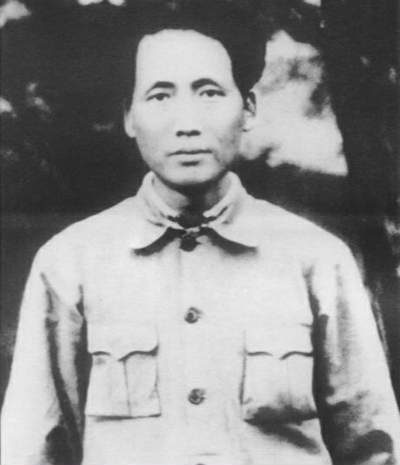
Mao în 1931

În 1927, Mao Zedong a realizat celebra Revoltă a Recoltei de Toamnă în Changsha, în calitate de comandant-șef. Mao a condus o armată, numită "Armata revoluționară a muncitorilor și țăranilor", care a fost învinsă și împrăștiată după lupte înverșunate. Ulterior, trupele epuizate au fost forțate să plece din Hunan și să se ducă în Sanwan, Jiangxi, unde Mao a reorganizat soldații împrăștiați, rearanjând divizia militară în regimente mai mici.
Mao a ordonat, de asemenea, ca fiecare companie să aibă o sucursală de partid cu un comisar ca lider al său, care ar da ulterior instrucțiuni politice bazate pe mandate superioare. Această reorganizare militară din Sanwan, Jiangxi a inițiat controlul absolut al PCC-ului asupra forțelor sale militare și a fost considerată a fi cel mai profund și fundamental impact al revoluției chineze. Mai târziu, s-au mutat în Munții Jinggang, Jiangxi.
În Munții Jinggang, Mao Zedong a convins doi lideri locali insurgenți să-și ia un angajament de credință lui. Acolo, Mao și-a unit armata cu cea a lui Zhu De, creând Armata Roșie a Muncitorilor și Țăranilor, Armata Roșie pe scurt. Tactica lui Mao Zedong a fost puternic bazată pe cea a Gherilelor Spaniole din timpul Războaielor napoleoniene.
Din 1931 în 1934, Mao Zedong a ajutat la stabilirea Republicii Sovietice Chineze și a fost ales președinte al acestei republici mici din zonele muntoase din Jiangxi. Aici, Mao a fost căsătorit cu He Zizhen. Soția lui anterioară, Yang Kaihui, a fost arestată și executată în 1930, la doar trei ani de la plecarea lor.
Se spune că Mao a orchestrat Liga de incidente Anti-Bolșevice și Incidentul Futian.
În Jiangxi, dominația autoritară a lui Mao, mai ales aceea de forță militară, a fost contestată de ramura Jiangxi din PCC și de ofițeri militari. Adversarii lui Mao, printre care cel mai proeminent a fost Li Wenlin, fondator al sucursalei PCC și Armata Roșie din Jiangxi, s-au opus politicilor de teren ale lui Mao și propunerilor de reformare a sucursalei locale de partid și conducerea armatei. Mao Zedong a reacționat în primul rând prin acuzarea adversarilor de oportunism și că sunt chiaburi și apoi prin pornirea unei serii de suspendări sistematice printre aceștia.
Militantii de sub conducerea lui Mao au folosit față de rivalii ori sau oricine părea să le fie potrivnici, oribile metode de tortură.
Mao, cu ajutorul lui Zhu De, a construit o armată modestă, dar eficientă, a făcut experimente în reforma rurală și în guvernare, și a asigurat refugiu comuniștilor care fugeau de epurările din orașe ale Kuomintangului. Metodele lui Mao sunt menționate în mod normal ca metode ale războiului de gherilă, dar el însuși a făcut distincție între războiul de gherilă (youji zhan) și războiul mobil (yundong zhan)
Doctrinele lui Mao privind Războiul de gherilă și Războiul mobil erau bazate pe o înarmare slabă și pregătirea militară a Armatei Roșii, care a constat în principal din țărani săraci, care, totuși, toți erau înflăcărați de avânt revoluționar și aspirau după utopie comunistă.
În jurul anilor 1930, au existat mai mult de zece regiuni, de obicei, intitulate „zone sovietice”, sub controlul PCC. Prosperitatea relativă a "zonelor sovietice" l-au speriat și îngrijorat pe Chiang Kai-Shek, președinte al guvernului Kuomintang, care a condus cinci asedii împotriva "zonei sovietice centrale." Mai mult de un milion de soldați Kuomintang au fost implicați în aceste cinci campanii, dintre care patru au fost învinse de către Armata Roșie condusă de Mao Zedong. Până în iunie 1932 (când s-a ridicat la putere), Armata Roșie a avut nu mai puțin de 45 de mii de soldați, cu 200.000 noi miliții locale, care acționau ca o forță auxiliară.
Sub presiunea tot mai mare din partea Kuomintangului, a existat o luptă pentru putere în interiorul conducerii comuniste. Mao Zedong a fost scos din pozițiile sale importante și înlocuit de alte persoane (inclusiv Ciu Enlai), care era loial pe linia ortodoxă susținută de Moscova și reprezentată în cadrul P.C.C. de către un grup cunoscut sub numele de Cei 28 de bolșevici.
Chiang, care a preluat mai devreme controlul efectiv al Chinei în parte datorită Expediției de Nord, a fost hotărât să-i elimine pe comuniști. Până în octombrie 1934, el i-a înconjurat, determinându-i să se angajeze în „Marșul cel Lung”, o retragere lungă încheiată în Shaanxi. Distanța marșului a fost de peste 25.000 de kilometri.
După învingerea înregistrată în urma celui de-al cincilea asalt al naționaliștilor, numeroși membri ai PCC au cerut revenirea lui Mao la conducerea armatei. În timpul Marșul cel Lung Mao s-a ridicat în vârful conducerii PCC. În timp ce era în Yan'an, Mao a divorțat de He Zizhen și s-a căsătorit cu actrița Lan Ping, care va deveni cunoscută sub numele de Jiang Qing.

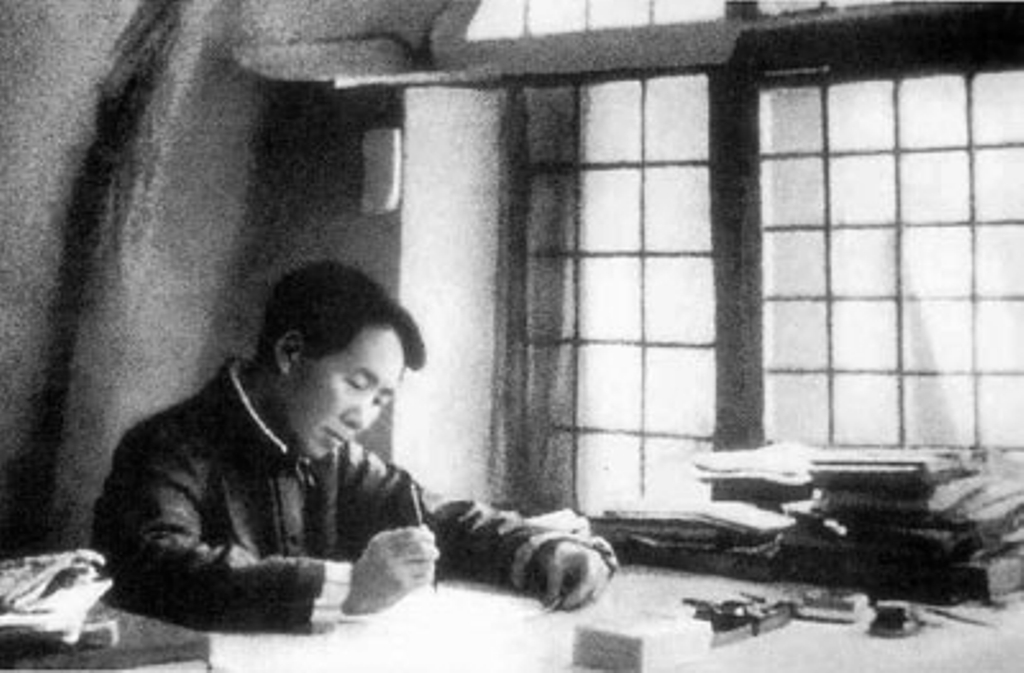
Mao în 1938, scriind Un Război de durată

În timpul războiului chino-japonez, strategiilor militare ale lui Mao Zedong, prevăzute în Războiul de Gherilă s-au opus atât Chiang Kai-Shek, cât și Statele Unite ale Americii. SUA l-a considerat pe Chiang ca un aliat important, capabil să ajute la scurtarea războiului prin angajarea ocupanților japonezi în China. Chiang, în schimb, a căutat să construiască armata pentru anumite conflicte cu forțele comuniste ale lui Mao, după sfârșitul Primului Război Mondial. Acest fapt nu a fost înțeles bine de SUA, și prețiosul armament a continuat să fie alocat Kuomintangului.
La rândul său, Mao a petrecut o parte a războiului (dacă acesta a fost cel mai mult sau doar un pic este contestat) prin combaterea Kuomintangului pentru controlul anumitor părți ale Chinei. Atât comuniștii cât și naționaliștii au fost criticați pentru lupta între ei, mai degrabă decât aliindu-se împotriva armatei imperiale japoneze. Unii susțin, totuși, că naționaliștii au fost mai bine echipați și au luptat mai mult împotriva Japoniei.
Cei mai mulți dintre americani au fost favorabil impresionați. PCC părea mai puțin corupt, mai unificat, și mai energic, în rezistența sa împotriva Japoniei decât Kuomintangul. Avioanele SUA doborâte în nordul Chinei au confirmat ... față de superiorii lor că PCC-ul a fost atât puternic și popular într-o zonă largă. În cele din urmă, contactele cu SUA dezvoltate cu PCC-ul au dus la foarte puțin.
După încheierea celui de-al Doilea Război Mondial, SUA a continuat să-l sprijine pe Chiang Kai-shek, care acum era deschis împotriva Armatei Populare de Eliberare condusă de Mao Zedong, în Războiul Civil Chinez pentru controlul Chinei. Sprijinul SUA a fost un ajutor pentru înfrângerea comunismului mondial. De asemenea, Uniunea Sovietică a oferit sprijin cvasi-secret lui Mao (în calitate de vecin, fiind mai mult decât un aliat militar, pentru a evita un conflict deschis cu SUA) livrând arme Partidului Comunist din China, cu toate că sursele chineze relevate recent indică faptul că "livrările" sovietice nu au fost atât de mari cum se credea, și au scăzut în mod constant, în scurt timp neatingând valoarea ajutorului promis.
În 1948, sub conducerea directă a lui Mao Armata Populară de Eliberare a înfometat Kuomintangului apoi au ocupat orașul Changchun. Se crede că cel puțin 160 de mii de civili au pierit în timpul Bătălia de la Changchun, care a durat din iunie până în octombrie. Locotenentul-colonel al Armatei Populare de Eliberare, Zhenglu Zhang, care a vorbit despre asediu în cartea sa Zăpadă albă, Sânge roșu, l-a comparat cu Hiroshima: "Pierderile au fost aproximativ la fel. Hiroshima a durat nouă secunde; Changchun a durat cinci luni."
La 21 ianuarie 1949, forțele Kuomintangului au suferit pierderi masive în fața forțelor lui Mao. În dimineața zilei de 10 decembrie 1949, trupele Armatei Populare de Eliberare au asediat Chengdu, ultimul oraș din China continentală, ocupat de Kuomintang, iar Chiang Kai-shek a fost evacuat de pe continent în insula Taiwan (Formosa), în aceeași zi.

## Lider al Chinei

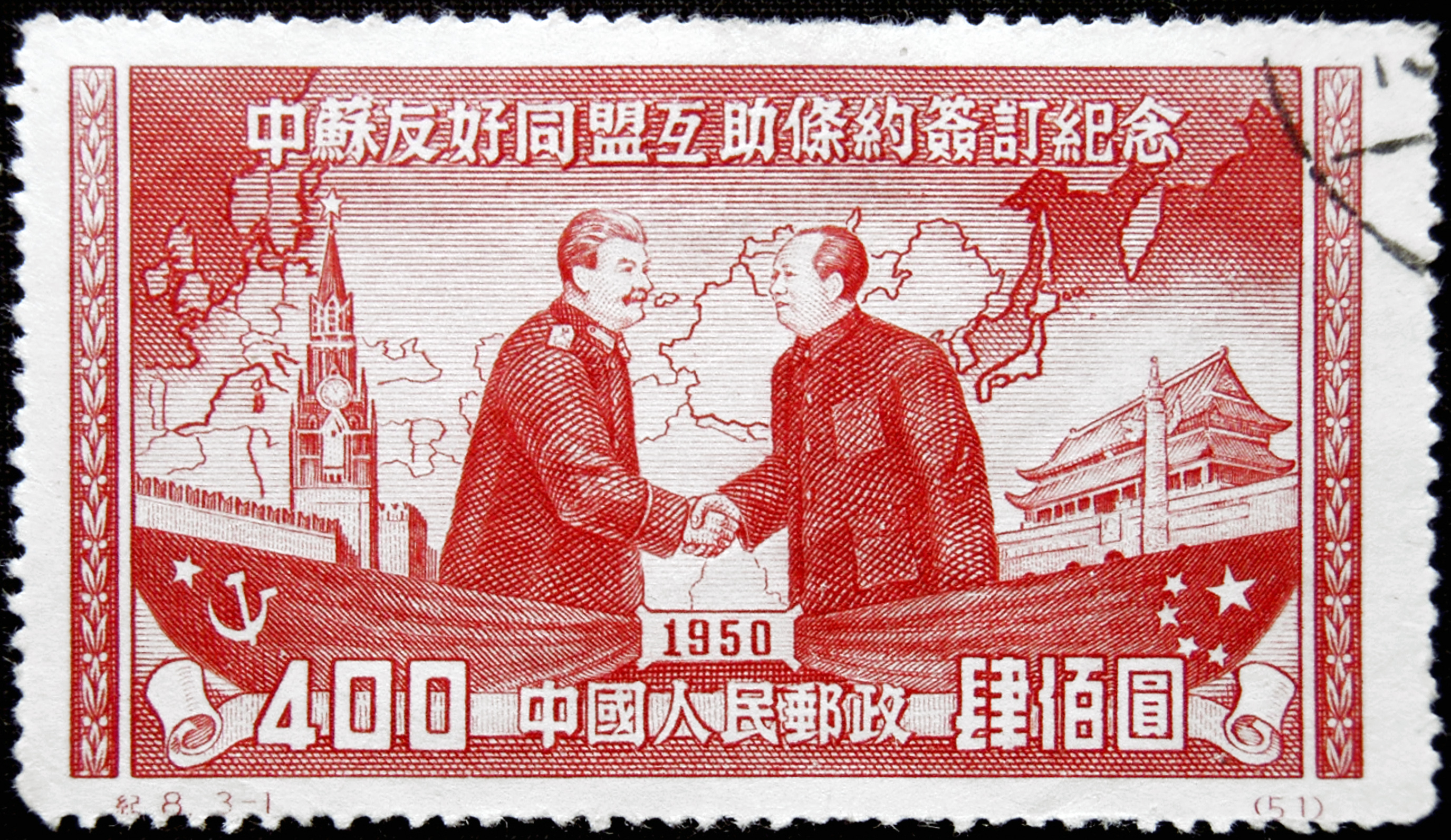
Iosif Stalin și Mao înfățișați pe un timbru poștal chinezesc

## Vezi și
- Micuța Carte Roșie